# I-205 BRT

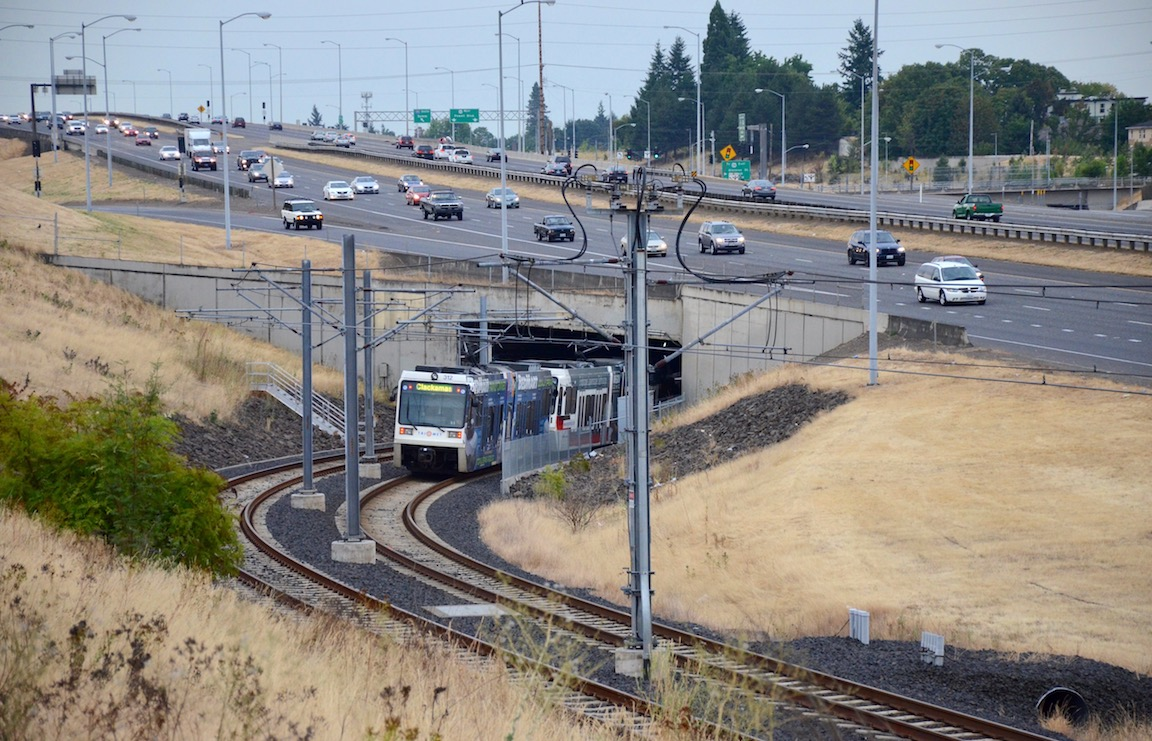
Vonat a MAX zöld vonalán az Interstate 205 alatt

Az I-205 BRT az Amerikai Egyesült Államok Oregon államában, az Interstate 205 mentén részben megépült buszfolyosó volt. Ugyan autóbuszok soha nem közlekedtek rajta, a nyomvonalat 2001-től részben, majd 2009-től egészben a TriMet MAX vasútvillamosai használják.
Az autópályától fizikailag elválasztott buszkorridor tervezése az I-205 utolsó elemeként az 1970-es évek közepén kezdődött. A projekt részeként a fel- és lehajtók, valamint az autópálya alatti aluljárók épültek meg; a hidakat és felüljárókat már a MAX építésekor létesítették.
A buszsáv a Portlandi nemzetközi repülőtértől délre az Interstate 84 csomópontjáig, majd onnan egy aluljárón keresztül az I-205 északi irányú sávjai alatt haladt. Innen az autópálya keleti töltésén keresztül a Market Streettől az autópálya déli irányú sávjai alatt nyugatra, a Division Street északi végéig húzódó alagútban folytatódott. Innen a gyorsforgalmi út nyugati oldalán a Foster Roadig haladt. Később a teljes nyomvonalat a vasútvillamos számára alakították át.

## Története
Az 1970-es évek közepén Multnomah megye tisztviselői a közlekedési minisztériumnak az Interstate 205-tel kapcsolatos fejlesztéseket (például kerékpárút, átalakított csomópontok) javasoltak. Az út a tervezett Banfield buszkorridor részeként az Interstate 84 mentén a Lloyd negyedig haladt volna.
Az 1970-es években a vasútvillamos kiépítése mellett döntöttek; a kék vonal 1986-ban nyílt meg. Ugyan a buszfolyosó terveit elvetették, de a nyomvonalat fenntartották egy későbbi vasútfejlesztéshez.
A nyomvonal egyes részeit a MAX kék, piros és zöld vonalai is használják.

## Megállóhelyek
A tervezett megállóhelyek közül végül több a MAX részeként épült meg:
| Megállóhely    | Megállóhely                              | Vonal(ak)        |
| Tervezett      | Megépült                                 | Vonal(ak)        |
| -------------- | ---------------------------------------- | ---------------- |
| Sandy-Columbia | Parkrose/Sumner pályaudvar               | Piros            |
| Gateway        | Gateway/Northeast 99th Avenue pályaudvar | Kék, piros, zöld |
| Mall 205       | SE Main Street                           | Zöld             |
| Division       | SE Division Street                       | Zöld             |
| Powell         | SE Powell Blvd                           | Zöld             |
| Holgate        | SE Holgate Blvd                          | Zöld             |
| Lents          | Lents Town Center/SE Foster Rd           | Zöld             |

## Fordítás
- Ez a szócikk részben vagy egészben  az   I-205 busway című angol Wikipédia-szócikk ezen változatának fordításán alapul.  Az eredeti cikk szerkesztőit annak laptörténete sorolja fel. Ez a jelzés csupán a megfogalmazás eredetét és a szerzői jogokat jelzi, nem szolgál a cikkben szereplő információk forrásmegjelöléseként.